# Anni 840
Gli anni 840 sono il decennio che comprende gli anni dall'840 all'849 inclusi.

## Eventi, invenzioni e scoperte

### Europa

La divisione dell'impero dopo il Trattato di Verdun.

#### Sacro Romano Impero
- 20 giugno 840: Morte di Ludovico il Pio. I suoi tre figli, Lotario I, Carlo il Calvo e Ludovico il Germanico iniziano a contendersi il trono del Sacro Romano Impero, al tempo conosciuto anche come Impero Carolingio (nome dovuto alla discendenza da Carlo Magno).
- 842: Con il giuramento di Strasburgo si ha la prima testimonianza delle lingue francese e tedesca.
- 843 - Trattato di Verdun: L'impero viene frazionato fra i tre pretendenti. Si divide in Francia Occidentalis, che andò a Carlo il Calvo, Francia Media, che andò a Lotario I (che mantenne anche il titolo di imperatore del Sacro Romano Impero), e Francia Orientalis, che andò a Ludovico il Germanico.
- 846: In Italia un esercito di Saraceni assedia Roma e saccheggia la Basilica di San Pietro.

#### Impero romano d'Oriente
- 840: La Puglia che, insieme alla Basilicata e alla Sicilia orientale, era una dei pochi territori dell'Italia meridionale ancora in mano bizantina, viene raggiunta dai Saraceni, che strappano Taranto al ducato di Benevento.
- 842: Morte di Teofilo. Diventa imperatore suo figlio Michele III.
- 845: In Sicilia cade Ragusa, conquistata dagli arabi.
- 847: Un gruppo islamico indipendente fonda Bari, il primo emirato in Italia. Bari verrà riconquistata nel 871.
- 849 - Battaglia di Ostia: I bizantini, con l'aiuto delle flotte del ducato di Napoli e delle repubbliche marinare di Amalfi e Sorrento, sbaragliano una flotta di pirati Saraceni diretti verso Roma.

#### Repubblica di Venezia
- 840: Una flotta di Saraceni partita da Taranto, ormai diventata la loro base principale nella penisola italiana, sbaraglia le navi veneziane (al soldo del Doge Pietro Tradonico e dell'imperatore Teofilo) e saccheggia alcune città costiere nelle Marche e in Dalmazia.

### Altro

#### Religione
- 27 gennaio 847: Leone IV diventa papa.

#### Arte
- 848: In Iraq viene costruita la Grande Moschea di Samarra.

## Personaggi
- Ludovico il Pio, imperatore del Sacro Romano Impero.
- Lotario I, figlio di Ludovico il Pio.
- Carlo il Calvo, figlio di Ludovico il Pio.
- Ludovico il Germanico, figlio di Ludovico il Pio.
- Teofilo, imperatore bizantino.
- Michele III, imperatore bizantino.
- Pietro Tradonico, doge della Repubblica di Venezia.